# Franz von Lipperheide

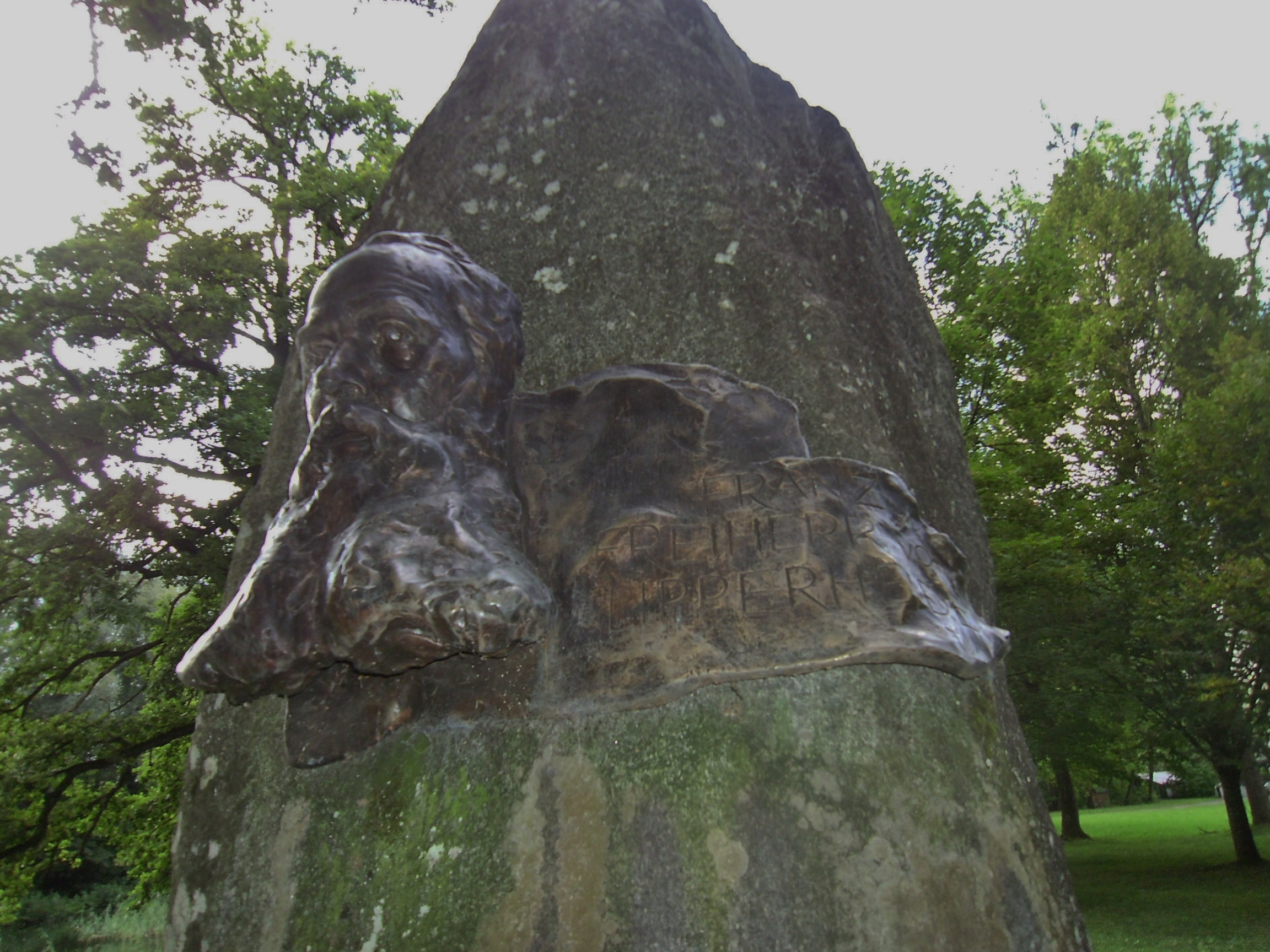
Denkmalbüste des Franz von Lipperheide im Matzenpark

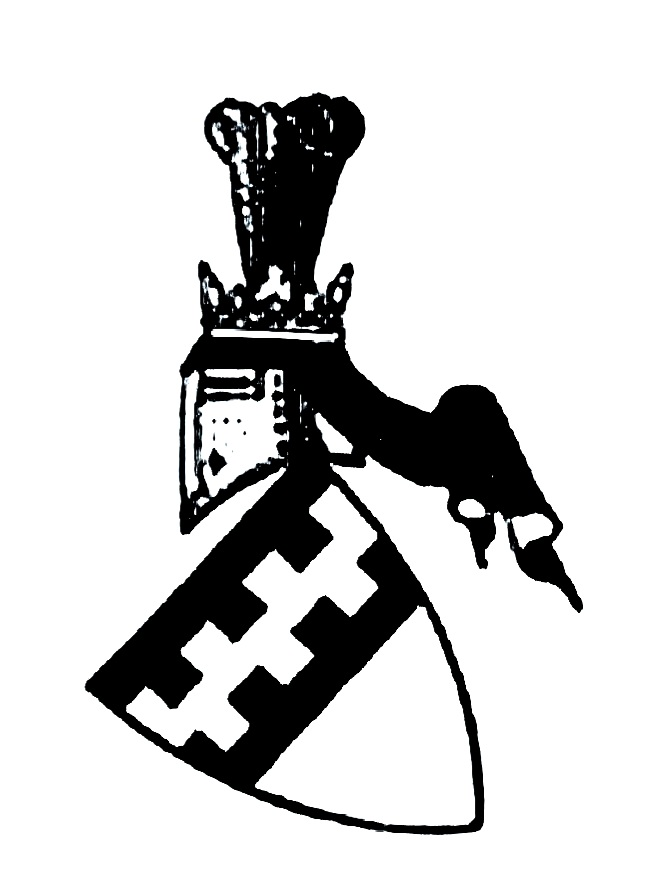
Wappen zum 1892 verliehenen preußischen Freiherrenstand, ähnlich dem der altadeligen westfälischen von Lipperheide

Franz Joseph Freiherr von Lipperheide (* 22. Juli 1838 in Berleburg; † 30. Juli 1906 in München) war ein deutscher Sammler, Verleger von Modezeitschriften in Berlin und Herausgeber einer berühmten Zitatesammlung.

## Familie
Franz von Lipperheide wurde als Sohn des Gerichtsschreibers Theodor Lipperheide und seiner Ehefrau Luise geb. Löser geboren und wuchs im westfälischen Berleburg auf.
Er war verheiratet mit Frieda, Freifrau von Lipperheide, geborene Gestefeld (1840–1896). Nach ihrem Tod heiratete er seine zweite Frau Elisabeth Rouge (1861–1932).

## Leben
Franz von Lipperheide war gelernter Buchhändler. In Berlin arbeitete er zunächst in einem Modeverlag, der die Modezeitschrift Bazar herausbrachte. Dort lernte er auch seine erste Frau Frieda Gestefeld kennen. Im Jahr 1865 gründete er den Verlag Franz Lipperheide in Berlin und begann mit der Herausgabe des Modemagazins Die Modenwelt, dessen Leitung später seine Frau übernahm. Die Zeitschrift hatte großen Erfolg; es folgten sogar Ausgaben im Ausland. Um einen Unterhaltungsteil erweitert, erschien die Zeitschrift ab 1874 als Illustrierte Frauenzeitung. Lipperheide brachte auch weitere Werke wie die erwähnte Zitatesammlung heraus.

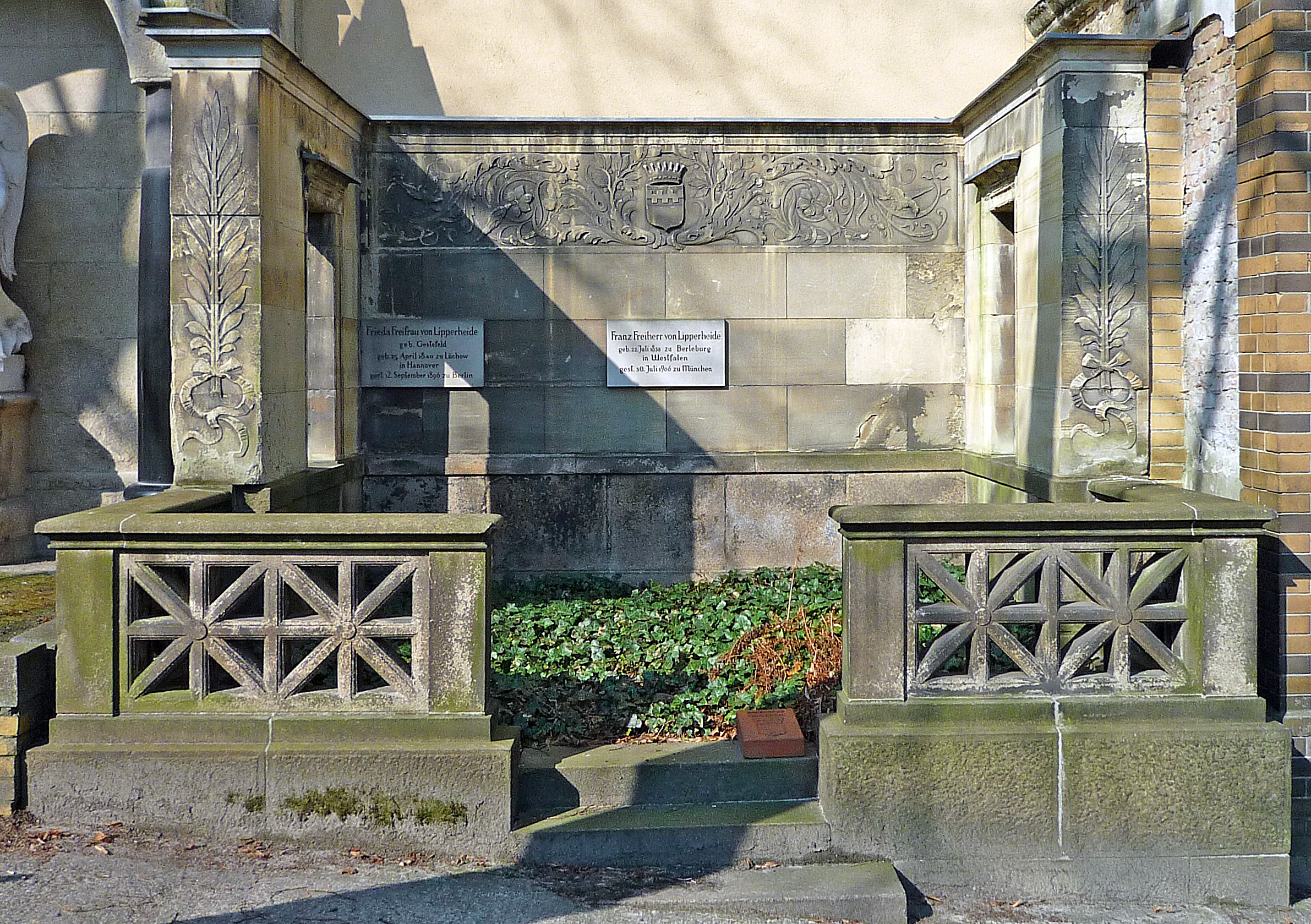
Grabstätte Franz Freiherr von Lipperheide

Lipperheide trug eine umfangreiche Sammlung bildlicher und textlicher Quellen zur Kleider- und Kostümgeschichte zusammen. Sie bildet den Grundstock der heutigen Kostümbibliothek – Sammlung Modebild und war ursprünglich eine Schenkung (1892) an das Kunstgewerbemuseum Berlin. Seine Sammlung antiker Waffen und Helme wurde der Antikensammlung Berlin geschenkt.
Lipperheide wurde 1892 für die Gründung des Fideikommiss Wiegersen in den erblichen preußischen Freiherrenstand erhoben.
Das Ehepaar Franz und Frieda von Lipperheide wurde auf dem Alten St. Matthäus-Kirchhof in Berlin-Schöneberg beigesetzt. Das im Auftrag von Lipperheide mit Motiven aus der Buch- und Textilkunst bauplastisch geschmückte Erbbegräbnis entstand nach einem Entwurf des Münchner Architekten Friedrich von Thiersch. Das Ehrengrab der Stadt Berlin befindet sich an der Westwand, Feld Q-WE-020/022. Die Grabstätte wurde 1896 erworben nach dem Tod seiner Frau Frieda, aber auch seine zweite Frau Elisabeth wurde 1932 hier beigesetzt. In den 1980er Jahren wurde der obere Fries mit Säulen und Engeln demontiert.

## Bezug zu Brixlegg und Münster in Tirol

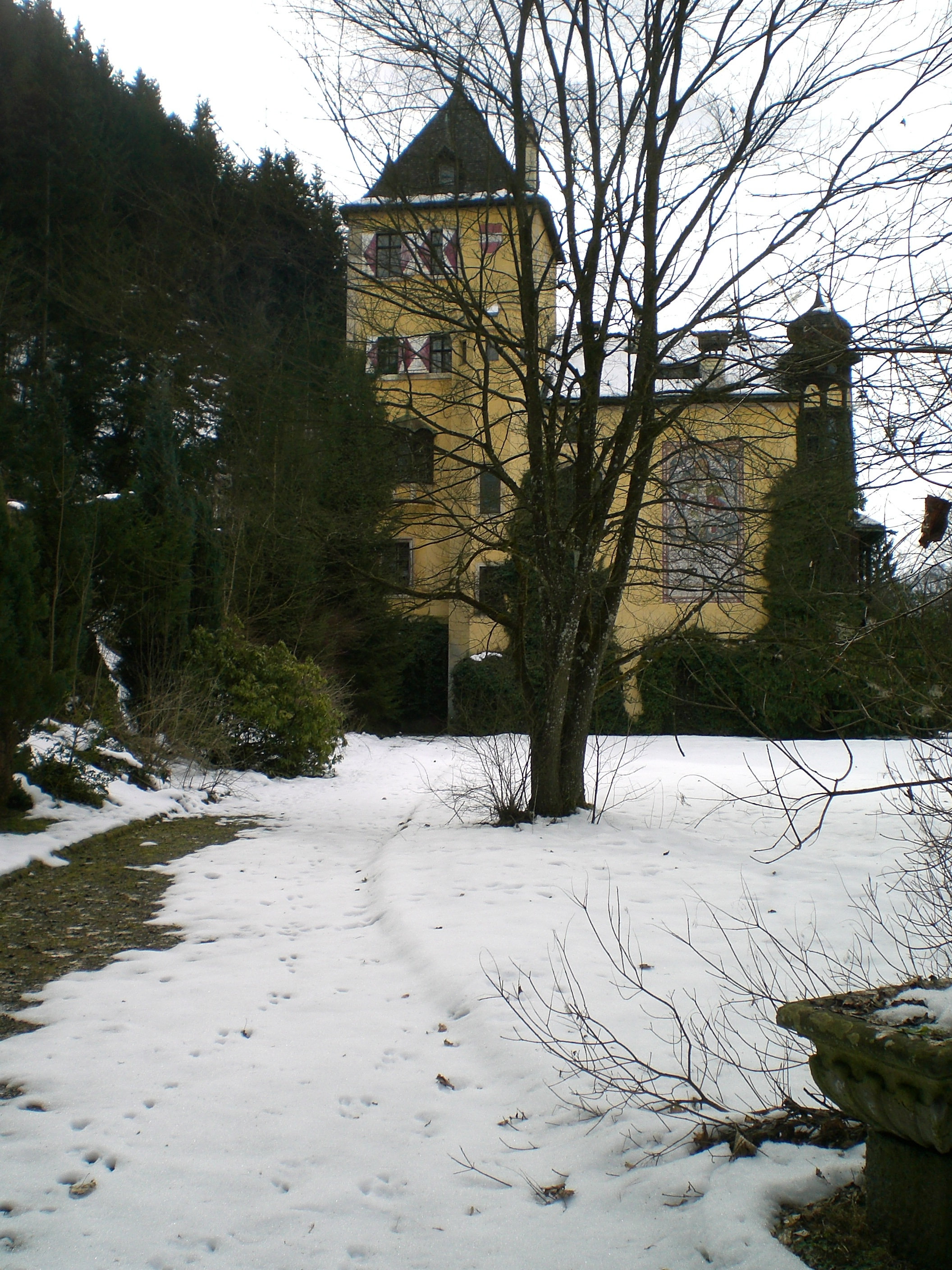
Neuschloss Matzen, Neu-Matzen oder Schlösschen Lipperheide

Im Gefolge einer Italienreise beschloss Lipperheide, Tirol zu seiner zweiten Heimat zu machen. 1883 standen die Verhandlungen, Schloss Matzen bei Brixlegg zu erwerben, knapp vor dem Abschluss. Letztlich weigerte sich aber der damalige Besitzer William H. Baillie-Grohman zu verkaufen. In der Folge führte Lipperheide 22 Prozesse gegen Baillie-Grohman, die er allesamt verlor, und er erwarb eine Vielzahl von Besitzungen rund um das Schloss Matzen. Letztlich ließ Lipperheide ein eigenes Schloss Neumatzen, auch Neu-Matzen oder Neuschloss Matzen genannt, errichten und den bis heute erhaltenen Matzenpark gestalten, in dem eine Gedenkbüste an ihn erinnert. Das Schloss befindet sich auf dem Gemeindegebiet Münsters. In Lipperheides Schloss vollendete unter anderem Hugo Wolf seine Oper Der Corregidor, und auch Franz Defregger weilte hier als Gast.

## Werke
- Lieder und Sagen vom Rhein, 1861.

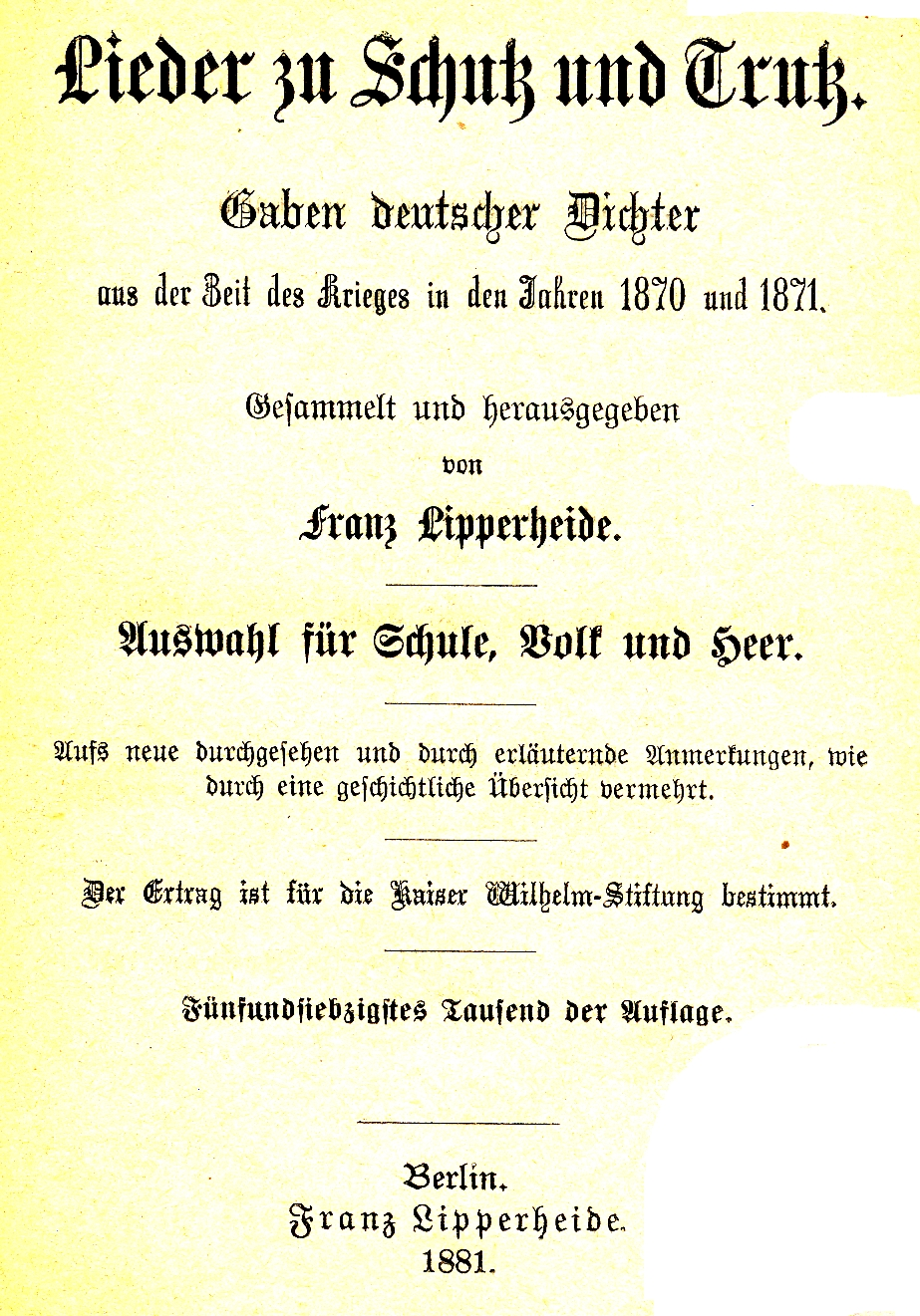
Lieder zu Schutz und Trutz, Lipperheide, Berlin 1881 (Titelseite einer späteren Auflage)

- Lieder zu Schutz und Trutz, Lipperheide, Berlin 1870/71 (Digitalisat im archive.org).
- Mustersammlung von Holzschnitten aus englischen, nordamerikanischen, französischen und deutschen Blättern, 1885/86.
- Spruchwörterbuch. Sammlung deutscher und fremder Sinnsprüche, Wahlsprüche, Inschriften an Haus und Gerät, Grabsprüche, Sprichwörter, Aphorismen, Epigramme, von Bibelstellen, Liederanfängen, von Zitaten aus älteren und neueren Klassikern, sowie aus den Werken moderner Schriftsteller, von Schnaderhüpfln, Wetter- und Bauernregeln, Redensarten usw. / nach den Leitworten, sowie geschichtlich geordnet und unter Mitwirkung deutscher Gelehrter und Schriftsteller, herausgegeben von Franz Freiherrn von Lipperheide. Lipperheide, Berlin 1907.
- Blätter für Kostümkunde: Historische und Volks-Trachten, Lipperheide, Franz von, und August von Heyden (Hrsg.), Berlin 1874–1891.